# Barbella eusebii
Barbella eusebii är en bladmossart som beskrevs av Tosco och Piovano 1956. Barbella eusebii ingår i släktet Barbella och familjen Meteoriaceae. Inga underarter finns listade i Catalogue of Life.